# 広島北道路

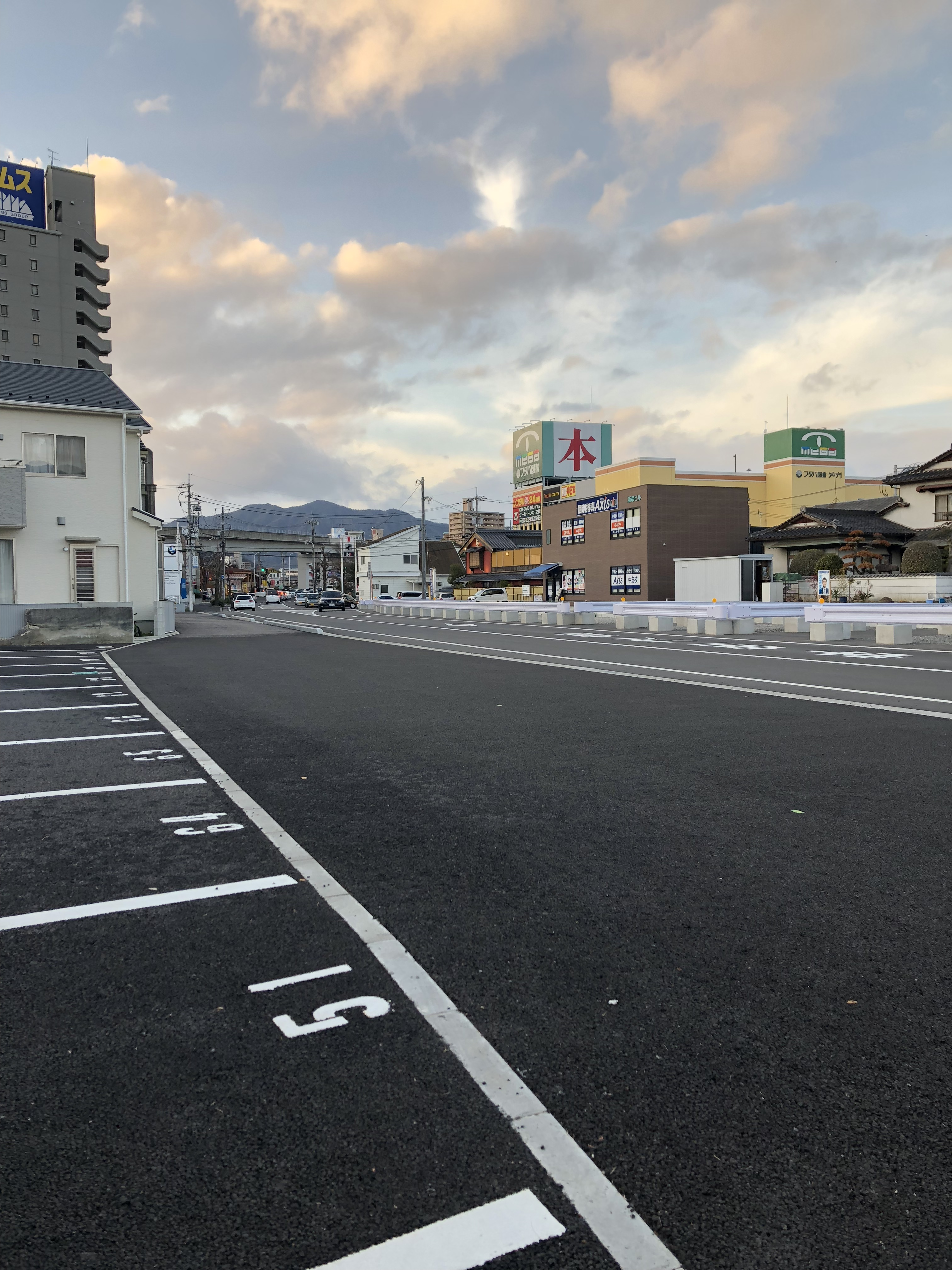
中筋1丁目交差点付近。前方は広島県道38号広島豊平線。広島北道路はフタバ図書MEGA中筋店の方角に続く

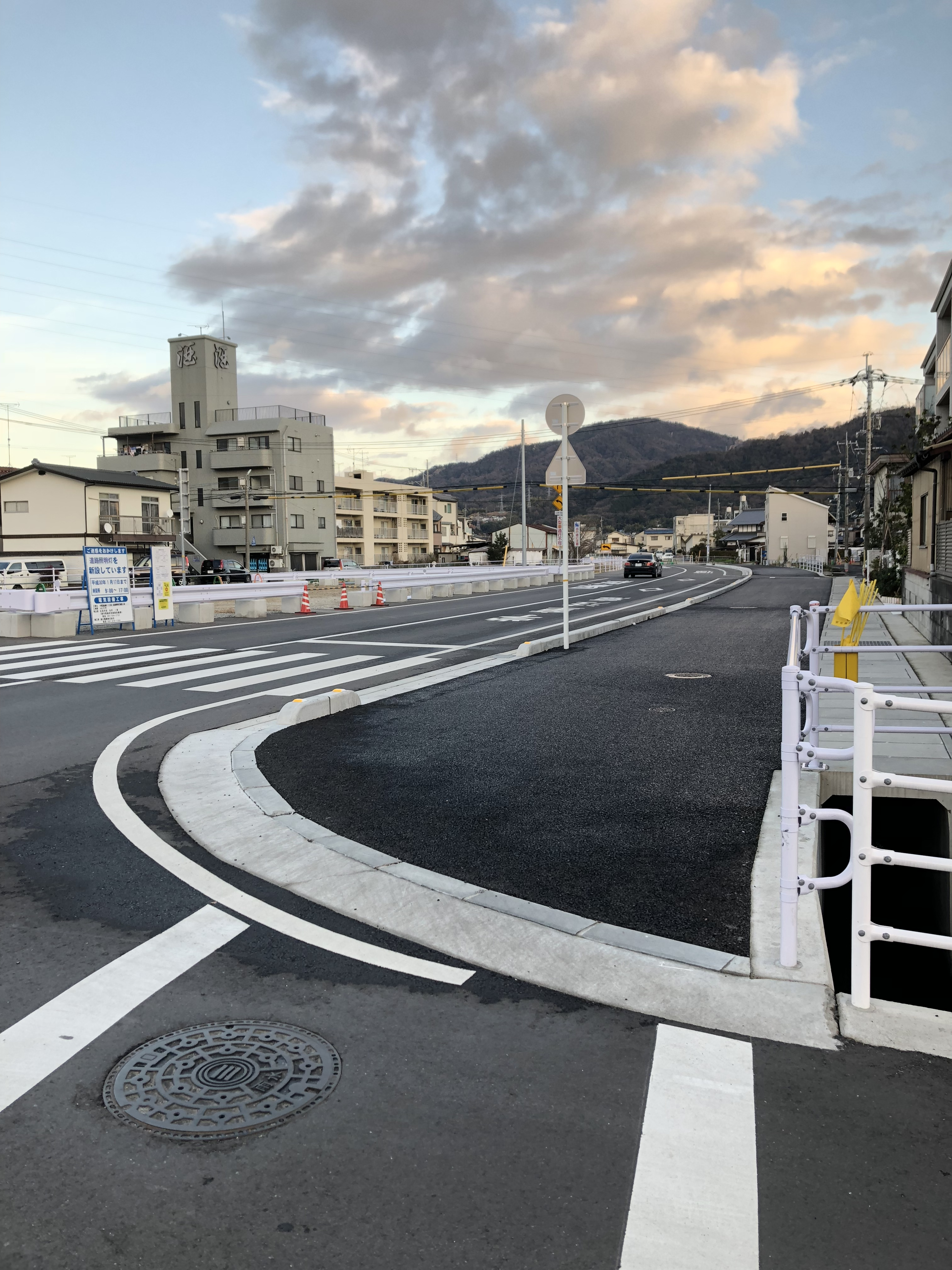
同交差点付近から温品方面を望む

広島北道路（ひろしまきたどうろ）は、広島県広島市東区温品から広島県広島市安佐北区安佐町飯室に至る道路である。地域高規格道路候補路線に指定されている。

## 概要
- 路線名 : 広島北道路
- 区間 : 広島県広島市東区温品-広島県広島市安佐北区安佐町飯室
- 延長 :

## インターチェンジなど
- 温品JCT付近（広島高速1号線・広島高速2号線・広島高速5号線）

都市計画道路 中筋温品線
※この間、詳細インターチェンジ不明
- 中筋1丁目交差点（国道54号(国道191号重複)(祇園新道)・広島県道38号広島豊平線）
- 広島IC付近（山陽自動車道）

※この間、詳細インターチェンジ不明
- 広島北IC付近（広島自動車道）